# Vatica pachyphylla
Espèce
Classification phylogénétique
Statut de conservation UICN

 EN  : En danger
 Vatica pachyphylla est une espèce de plantes à fleurs de la famille des Dipterocarpaceae. C'est un arbre sempervirent endémique des Philippines.

## Répartition
L'espèce est endémique aux forêts persistantes de basse-altitude de l'est de Luzon et de  Polillo.

## Préservation
L'arbre est menacé par la déforestation et l'exploitation forestière.